# Kirdimi
Kirdimi és un poble i sotsprefectura al Txad, situada a la regió de Borkou. El centre administratiu del departament de Borkou Yala.

## Ubicació geogràfica
El poble està situat al nord del Txad, en la part meridional del desert del Sàhara, a una altitud de 258 metres sobre el nivell de la mar. Està situat a uns 759 km al nord-est de la capital, N'Djamena.